# Don Camillo prałatem
Don Camillo prałatem (wł. Don Camillo monsignore... ma non troppo) – włoska komedia z 1961 roku w reżyserii Carmine Gallonego z Fernandelem i Gino Cervim w rolach głównych, na podstawie serii opowiadań Giovanniego Guareschiego. Zdjęcia kręcono w Boretto i Brescello w regionie Emilia-Romania.

## Fabuła
Jest rok 1960. Don Camillo zostaje prałatem i mieszka w Rzymie. Peppone zostaje senatorem. Obaj przyjeżdżają do Brescello. Relacje między nimi znów stają się gorące, gdy wybucha konflikt w związku z budową domu dla seniorów. Władze miasteczka planują zburzenie starej kaplicy. Syn senatora planuje ślub cywilny, czemu przeciwna jest żona Peppone. Peppone wygrywa na loterii. Don Camillo pomaga mu w odebraniu sumy.

## Obsada
- Fernandel jako Don Camillo
- Gino Cervi jako Giuseppe „Peppone” Bottazzi
- Alexandre Rignault jako Fagò
- Valeria Ciangottini jako Rosetta Grotti
- Saro Urzì jako burmistrz Brusco
- Leda Gloria jako Maria Botazzi
- Gina Rovere jako Gisella Marasca
- Karl Zoff jako Walter "Lenine" Botazzi
- Armando Bandini jako Don Carlini
- Franco Pesce jako kościelny